# Хардинг, Джош
Джош Хардинг (англ. Josh Harding; 18 июня 1984, Реджайна, Канада) — канадский хоккеист, вратарь.

## Игровая карьера

### Клубная карьера
Джош Хардинг был выбран во втором раунде драфта 2002 года «Миннесотой Уайлд». Он стал первым вратарем, выбранным «Миннесотой» на драфте. Первый матч в НХЛ Хардинг провел 4 апреля 2006 года против «Сент-Луис Блюз». Он отразил 22 из 26 бросков в основное время и в овертайме и два броска в серии буллитов. «Миннесота» выиграла 5-4 Б. Практически всю карьеру в Миннесоте Хардинг был вторым вратарем команды после Никласа Бекстрёма, но ввиду частых травм Никласа Джошу Хардингу приходилось играть до 40 % матчей в нескольких сезонах и почти весь плей-офф сезона 2012/13.
В ноябре 2012 года стало известно, что у Хардинга был диагностирован рассеянный склероз, но он смог продолжить выступления на высшем уровне. В мае 2013 он был номинирован на Билл Мастертон Трофи, который впоследствии ему и вручили.

### В сборной
Джош Хардинг был запасным вратарем на юношеском Чемпионате мира 2002 года и на молодёжном — 2004 года. В основной сборной Канады Хардинг ездил на Чемпионат мира 2009 года в Швейцарии, где был лишь третьим вратарем команды и на лед не выходил.

## Прочее
Перед сезоном 2011/12 Джош Хардинг оформил свой игровой шлем в честь хоккеистов, погибших в то межсезонье. На шлем он нанес имена Павола Демитры, Дерека Бугарда и Рика Рипьена.
В ноябре 2012 года Хардингу диагностировали рассеянный склероз. .